# Pliomelaena shirozui
Pliomelaena shirozui är en tvåvingeart som beskrevs av Ito 1984. Pliomelaena shirozui ingår i släktet Pliomelaena och familjen borrflugor. Inga underarter finns listade i Catalogue of Life.